# Cheboygan
Cheboygan es una ciudad ubicada en el condado de Cheboygan en el estado estadounidense de Míchigan. Es sede del condado de Cheboygan. En el Censo de 2010 tenía una población de 4867 habitantes y una densidad poblacional de 268,76 personas por km².

## Geografía
Cheboygan se encuentra ubicada en las coordenadas 45°38′31″N 84°28′8″O / 45.64194, -84.46889. Según la Oficina del Censo de los Estados Unidos, Cheboygan tiene una superficie total de 18.11 km², de la cual 17.6 km² corresponden a tierra firme y (2.79%) 0.51 km² es agua.

## Historia
Fue fundada en 1846 y establecida como ciudad en 1889.

## Demografía
Según el censo de 2010, había 4867 personas residiendo en Cheboygan. La densidad de población era de 268,76 hab./km². De los 4867 habitantes, Cheboygan estaba compuesto por el 90.82% blancos, el 0.97% eran afroamericanos, el 4.56% eran amerindios, el 0.21% eran asiáticos, el 0.04% eran isleños del Pacífico, el 0.16% eran de otras razas y el 3.25% pertenecían a dos o más razas. Del total de la población el 1.23% eran hispanos o latinos de cualquier raza.